# .gs
gs. هو امتداد خاص بالعناوين الإلكترونية (نطاق) domain للمواقع التي تنتمي إلى جزر جورجيا الجنوبية وساندويتش الجنوبية (مستعمرة بريطانية في المحيط الأطلسي).